# 唐彬
唐 彬（とう ひん、235年 - 294年）は、中国三国時代から西晋時代の政治家・武将。魏・西晋に仕えた。字は儒宗。豫州魯国鄒県の出身。父は泰山太守の唐台。呉平定の功労者の一人であり、北方の安定にも功績を挙げた。『晋書』に伝がある。

## 略歴

### 若き日
才能があり度量が広く、小さなことにこだわらない性格であった。幼いうちから弓馬を使いこなし、狩猟を好んだ。また、鹿に追いつくほどの走力を有し、身長は八尺(192.8cm)ありその力強さは並ぶものがいなかったという。成長すると閻徳の元で経史を学び、特に易経に精通するようになり、数百人の門下生が唐彬の下に集まるようになった。閻徳は、門下生を数多く抱えていたが、その中でも唐彬だけは、将来政治を執り仕切る才能を持っているとみなしていた。
初め郡の門下掾となり、転任して主簿となった。ある時、豫州刺史の王沈が、呉への対応策を論じ合うために九郡の官吏を集めると、唐彬もこれに招かれた。唐彬が譙郡主簿の張惲と共に主戦論を展開すると、王沈はこれに同意した。討伐反対派の意見が多数であったが、唐彬が堂々と反論したため、誰も言い返すことができなかったという。その後、功曹を経て孝廉に移り、昇進して別駕となった。
唐彬は公明・厳粛に、そして誠実に仕事を進めた。誰かに過失があった際にはそれを陰ながら助け、そのことを他人に公言しなかった。当時、官吏に俊英な者が多くいたが、その中でも唐彬は人並み外れていたという。
唐彬が出仕した頃には、既に師の閻徳はこの世を去っていたという。唐彬は恩に報いるため、彼の碑を立てた。

### 中央に仕官
州の使者は事務報告のため相国府に赴いた際、司馬昭の前で唐彬の事を称賛し、彼を掾属に推挙した。司馬昭が参軍の孔顥に意見を求めたが、彼は唐彬の才能を妬んでいたため、何も答えなかった。 だが、同席していた陳騫は「唐彬の人となりは私の敵うものではありません」と、笏を持ったまま言った。司馬昭は笑いながら「卿に匹敵する能力を持つ人物ですら得難いというのに、どうして勝っているなどと言えるのか」と言い、ひとまず唐彬を招いて鎧曹属に任じた。 唐彬が司馬昭に謁見した際、司馬昭は「卿はどんな能力を持っているのか」と問うた。唐彬は「郷里においては勉学に励み、古人の事績を深く観察し、言動は天下に及んでも舌禍が無く、行動は天下に及んでも憎まれることがありません」と、啖呵を切った。すると、司馬昭は周囲の者を顧みて「その名は虚りではなかったか」と言い、喜んだ。後日、司馬昭は孔顥に対し「近くで唐彬を見たが、まさしく賢人であった。卿のおかげで危うくこの機会を逃すところであったぞ」と叱責した。
咸熙元年（264年）、成都に駐屯していた鄧艾が田続に殺された。彼が久しく隴右の地に滞在しており、また士卒からも慕われていたことから、司馬昭は益州の地で動乱が起こることを恐れた。そのため、唐彬を密かに派遣して情勢を探らせた。唐彬は成都での視察を終えて帰還すると、司馬昭に対し「鄧艾は狡猾で妬みが強く、度量が狭く自尊心が強い男でした。また、自らに順従な者を称賛し、直言する者を疎ましく思っておりました。長史・司馬・参佐・牙門といえども、返答が彼の意に添わなければ罵倒されました。規律を正してはいましたが、そこに礼は無く、大いに人心を失っておりました。また、大規模な工事をよく行ない、民に重労働を課しておりました。隴右にては甚だこのことを苦しみ憂えていたため、彼の死を聞くと皆喜び、再び彼のために精を出そうと思う者は誰もおりませんでした。今、諸軍が隴右に至り、内外を抑えるには十分であります。願わくばこの件について、もう何も心配することがありませぬよう」と述べた。

### 呉を征伐
しばらくして、尚書水部郎に任じられ、泰始年間の初め（265年頃）には、関内侯に封じられた。その後、鄴県県令となって道徳と礼儀を持ってその地を治め、1年もかからずに現地への教化を完了させた。また弋陽太守にもなり、公然と禁令を敷いて治安維持に努め、民百姓に安寧を与えた。だが、母が亡くなると喪に服して官職を去った。
当時、益州は東を呉と接しており、戦略上重要な地であったが、監軍の職が空位であった。朝議において、唐彬と武陵太守の楊宗のいずれかを任命しようという話になり、司馬炎（武帝）は散騎常侍の文立に意見を求めた。文立は「楊宗・唐彬は共に欠かすことのできない優秀な人材であります。しかし唐彬は財欲が強く、楊宗も酒癖が悪いという欠点があります。どちらがふさわしいかは、陛下にご判断を仰ぎとうございます」と、答えた。司馬炎は「財欲は満たしてやればそれで済むが、酒癖を改めるのは難しい」と言い、唐彬の任命を決めた。唐彬は監巴東諸軍事任じられ、さらに広武将軍を加えられた。彼が上奏して呉征伐の策を示すと、司馬炎は自らの意と合致していることに喜んだ。
咸寧5年（279年）11月、唐彬は王濬と共に呉征伐に乗り出した。唐彬軍は先鋒となり要道に屯し、常に擬兵を設け、機を見極めて勝利を重ねていった。進軍を続けて西陵・楽郷を陥落させ、多数の敵兵を捕虜とした。巴陵・河口以東の郡県では、唐彬を恐れて投降する者が相次いだ。唐彬は既に呉軍が窮地に陥っていることを見て取ると、孫晧が降伏するのは時間の問題であると判断した。この時、建業より二百里離れた場所にいたが、病と称して進軍を止め、戦功争いに加わらないことを示した。果たして先に建業に到った者達は物を奪い合い、少し後に到達した者達は自らの功績を主張し合った。このため、当時の有識者達は唐彬の振る舞いを称賛した。
太康元年（280年）、呉が平定された後、司馬炎は「広武将軍唐彬は辺境の任を受け、東に呉を防ぎ、南に蛮越を臨みながら、うまく国境を落ち着かせ、国を治めて敵を御することに功績があった。また、幾度も征呉への強い意欲を申し述べており、その志はついに功を立てるに至った。征討命令を受けるや素早く行動に移し、軍の前衛となり多くの敵兵を殺し、もしくは捕虜とした。その勲功は著しいものがある。よって右将軍・都督巴東諸軍事に任ずることとする」と詔を下した。さらに唐彬は翊軍校尉を拝命し、上庸県侯に改封となり、食邑六千戸、絹六千匹を下賜された。朝廷に疑議があった際、唐彬は常に参与するようになった。

### 北方平定
当時、北の少数民族が何度も北平郡に侵入して略奪を行なっていた。朝廷は唐彬を使持節・監幽州諸軍事・護烏桓校尉・右将軍に任じた。唐彬は鎮圧に赴くと、兵士を訓練して武器を整備し、耕地を広げて農業を励行した。また、軍の威を震わせて武力を内外に示し、国家の法を大衆へ広く周知し、恩信をはっきりと示した。鮮卑の大人である大莫廆（慕容耐）・擿何らは、息子を人質として唐彬の下へ入貢させた。唐彬がさらに学校を整備し、休むことなく民を教え導いたため、慈悲恩恵は広く域内に行き渡った。さらに、かつての国境付近を開拓し、領土を千里切り拓いた。また、秦代の長城を修復し、温城から碣石まで、山谷の中を三千里近く延伸した。軍を分けてこれを守り、烽火台を用いて防備を重ねた。これにより国境は安寧を得ることが出来、強盗すら無くなった。北方における彼の功績は破格であり、漢・魏の時代以降の将軍でも、唐彬と比較できる者は一人もいない程であった。
鮮卑の諸部族は彼を畏怖し、唐彬に臣従していた大莫廆を殺した。このため、唐彬はこれを討伐しようと考えたが、朝廷に上申して報告を待っていては、その間に彼らが逃散してしまうことを憂慮し、独断で幽州・冀州の牛馬を徴発し、準備を進めた。これを命令違反だと捉えた参軍の許祗は、密かにこのことを上奏した。これにより詔が下り、御史が遣わされ、唐彬は檻車の中へ収監された。その後、廷尉に引き渡されるも、正直に事情を話したため釈放された。百姓は唐彬の功徳を追慕し、存命中から碑を立て彼の功績を称えた。

### 晩年
元康年間初め（291年頃）、唐彬は使持節・前将軍・西戎校尉・雍州刺史を拝命した。唐彬は着任後、教えを発布し「雍州は名都であり，士人が多くここに集っている。仕官せず隠居している皇甫申叔・厳舒龍・姜茂時・梁子遠らは、皆高き志を持ち、品行は高潔である。我はこの地に到着してすぐに彼らの名声が耳に入った。今、率直に彼らの才を渇望している。彼らに仕官するよう求めるつもりだが、官僚の礼で彼らと接見はしない。あくまで平民としての格式で彼らと会い、彼らに望むのは、道を論ずるのみに留める。どうして官職のために、彼らの高潔な準則を汚すことができようか。まずは郡国の礼義を備えて彼らの到来を迎えるようにせよ。それでこそ、我の心も満たされる」と訓示した。四人が皆到来すると、唐彬は彼らを敬い丁重に対応した。
元康4年（294年）、在任中に死去した。享年60であった。襄と諡された。朝廷は絹二百匹、銭二十万を下賜した。

## 子孫
唐彬には子が二人いた。長子は名が不詳だが、父の跡を継いで上庸県侯となり、広陵太守に至った。少子は唐岐といい、征虜将軍司馬となった。